# Hypselistes
Hypselistes is een geslacht van spinnen uit de familie hangmatspinnen (Linyphiidae).

## Soorten
De volgende soorten zijn bij het geslacht ingedeeld:
- Hypselistes acutidens Gao, Sha & Zhu, 1989
- Hypselistes asiaticus Bösenberg & Strand, 1906
- Hypselistes australis Saito & Ono, 2001
- Hypselistes basarukini Marusik & Leech, 1993
- Hypselistes florens (O. P.-Cambridge, 1875)
  - Hypselistes florens bulbiceps Chamberlin & Ivie, 1935
- Hypselistes fossilobus Fei & Zhu, 1993
- Hypselistes jacksoni (O. P.-Cambridge, 1902)
- Hypselistes kolymensis Marusik & Leech, 1993
- Hypselistes paludicola Tullgren, 1955
- Hypselistes semiflavus (L. Koch, 1879)